# Rodez
Rodez (wymowaⓘ) – miejscowość i gmina we Francji, w regionie Oksytania, w departamencie Aveyron. W 2013 roku jej populacja wynosiła 25 690 mieszkańców. Przez gminę przepływa rzeka Aveyron.

## Historia

### Starożytność
Rodez jest miastem z ponad dwutysiącletnią historią. Jego istnienie wzmiankuje się już w V w. p.n.e., kiedy celtyckie plemię ze środkowej Europy, Ruteni, zatrzymali się na południu Owernii, żeby założyć charakterystyczne dla kultury galijskiej oppidum, które nazwali Segodunum. Liczne elementy dziedzictwa z tego okresu charakteryzują się dużym wpływem romanizacji. Kiedy chrześcijaństwo rozchodziło się dzięki akcji ewangelizacyjnej świętego Amansa, miasto nie uniknęło ataków barbarzyńskich ataków podczas upadku Cesarstwa zachodniorzymskiego.

### Średniowiecze

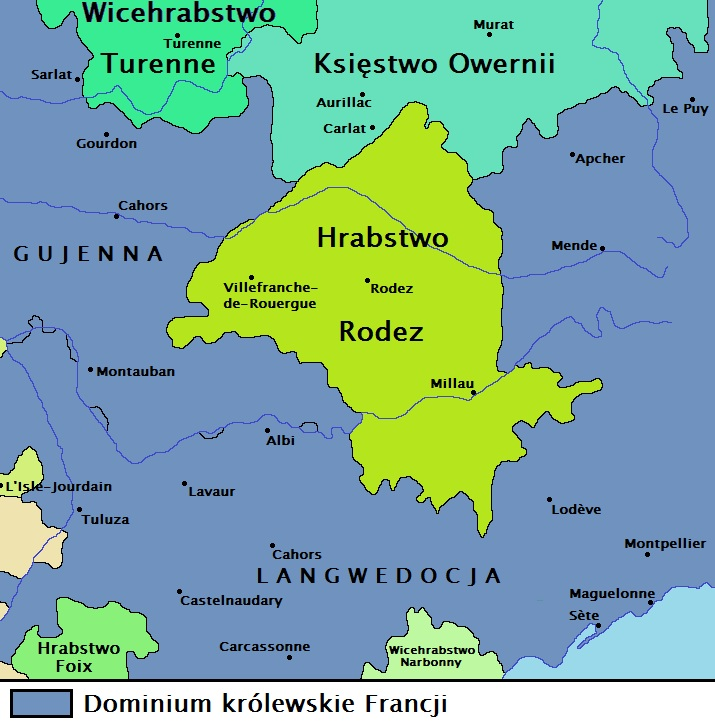
Hrabstwo Rodez w 1477

Rodez było sukcesywnie zajmowane przez Wizygotów, Franków, armię książąt akwitańskich oraz hrabiów z Tuluzy. W 725 miasto przeszło w ręce Maurów, którzy zniszczyli antyczny kościół. W czasie wojny stuletniej na kilka lat miasto zajęli zaś Anglicy. Historia miasta zostawała na długo naznaczona przez intensywne współzawodnictwo między hrabiami Rodez, biskupów Rodez oraz bogatych mieszczan. Miasto było wówczas podzielone murem na dwie części. Każda z nich miała swój własny ratusz, swoich konsulów i administrację. Obie wspólnoty ze sobą rywalizowały. Jedną częścią zarządzała znana dynastia hrabiów Armagnac i Rodez. Mogli oni bić własne monety we wieży Martelenque, nosić hrabiowską koronę i byli aprobowani przez antypapieża Benedykta XIII oraz spadkobierców Bernarda Garniera i Jeana Carriera. Tak duża suwerenność miasta była niekorzystna dla króla Francji. W 1443 delfin i przyszły król Francji, Ludwik XI, zajął Rodez i zmusił do poddania się ówczesnego hrabię Rodez, Jana IV Armagnac. Syn tego ostatniego próbował podburzać do zdrady wobec Ludwika XI. W wyniku tego doszły do masakry w Lectoure, w której podczas ucieczki zginęli syn Jana IV Armagnac i jego cała rodzina.

### Renesans
Na początku XVI wieku Rodez było zarządzane przez biskupa François z Estaing (pochodzący z jednej z najbardziej znanych rodzin z Rouergue). Ukończył on prace budowy katedry Notre-Dame de Rodez. Prace trwały w latach 1510-1526, mimo że w tym czasie miasto nawiedziła epidemia dżumy. Rywalizacja pomiędzy dwoma władzami miasta trochę zróżnicowała jego rozwój. Mimo licznych świadectw kultury gotyku z XIII i XIV wieku, w rzeczywistości Rodez nie miało długich okresów rozwoju gospodarczego. W 1589 Henryk IV zlikwidował hrabstwo Rodez i włączył je do królestwa Francji. XVII i XVIII wiek to okres dużego rozwoju gospodarczego miasta.

### Czas rewolucji
Rewolucja francuska w regionie rozpoczęła się w Villefranche-de-Rouergue, miasta odwiecznie rywalizującego z Rodez. Utworzono nowy departament Aveyron, a rola administracyjnej stolicy przypadła Rodez z racji jego centralnego położenia. Podczas rewolucji dziedzictwo religijne zostało częściowo zdegradowane.
W czerwcu 1792 naukowcy epoki zastanawiali się nad znalezieniem dokładnej miary metra. Rodez było elementem "środkowym", żeby wypełnić tę miarę. W efekcie Jean-Baptiste Joseph Delambre zmierzył dystans między Dunkierką a Rodez, podczas gdy Pierre Méchain zmierzył drogę z Barcelony do Rodez. Musieli się znaleźć w Rodez, żeby sprawdzić ich miary i określić dokładną wartość 1 metra.

### Okres nowoczesny

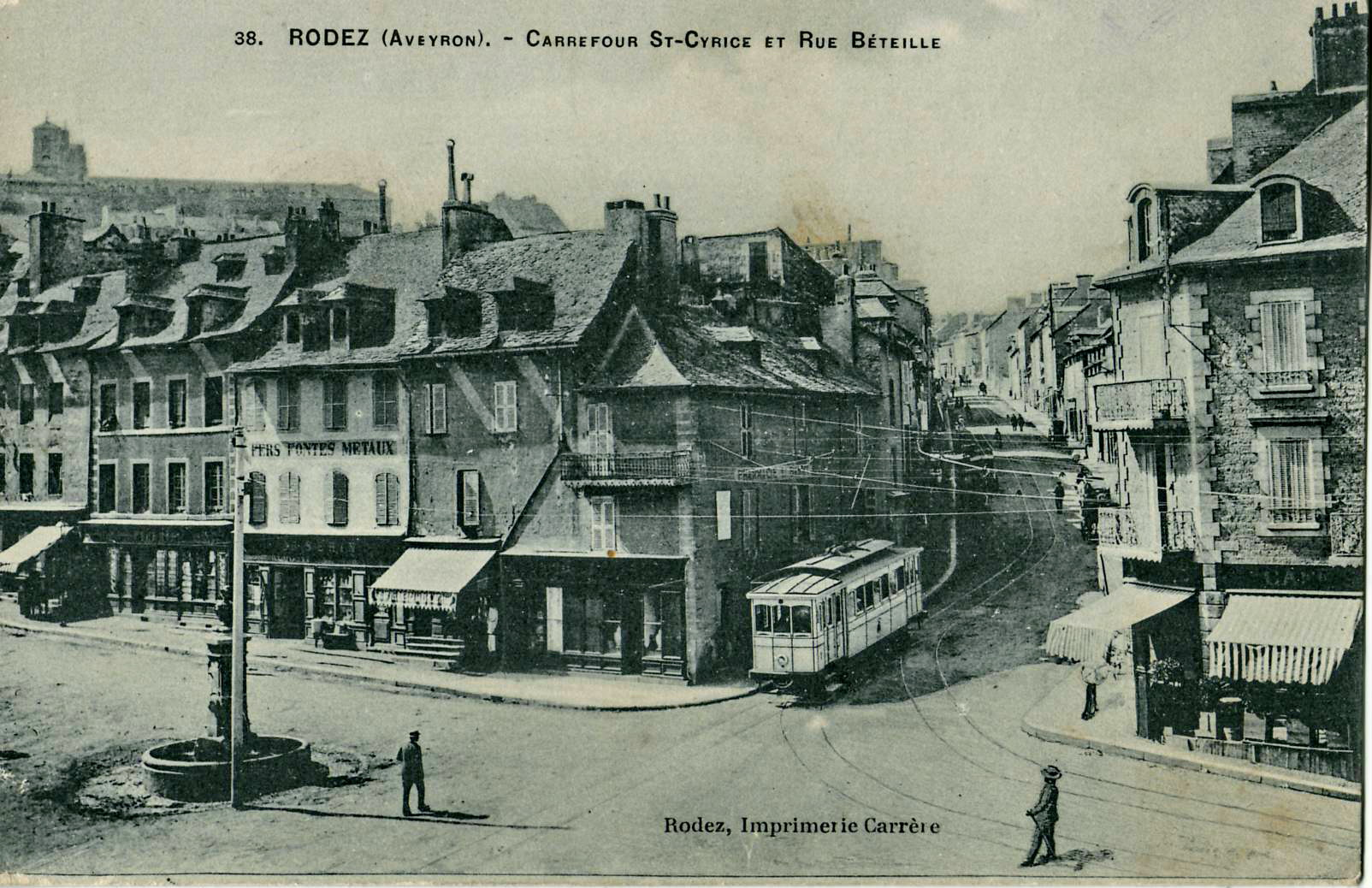
Centrum miasta na początku XX wieku. Widać tutaj tramwaj, który kursował do dworca kolejowego.

W XIX wieku nastąpił rozwój kulturalny. W 1836 z inicjatywy Hippolyte'a de Barrau założono "Société des lettres, sciences et arts de l'Aveyron". Główne ważne osobistości departamentu udzielały się w życie kulturalne Aveyron. Modernizacja Rodez przebiegała bardzo wolno podczas XIX wieku. Powoli miasto dorastało do roli prefektury departamentu Aveyron, tworząc swoją ekonomię i niezależność, cały czas pozostając w związkach z Tuluzą. To był także czas rozwoju infrastruktury. W tym czasie powstały szpital Jacques Puel, platforma lotniskowa Marcillac, plac rozrywki z multipleksem kin, czy muzeum Pierre'a Soulagesa.
W 1965 zapadła decyzja o stworzeniu portu lotniczego na bazie istniejącej już platformy lotniskowej w pobliskim Marcillac. Port lotniczy oddano do użytku w 1970.

## Zabytki
- Katedra Notre-Dame (XIII – XVI w.)
- Fragmenty fortyfikacji
- Domy i pałace (XV – XVI w.)
- Pałac biskupi (XVII w.)

## Klimat
| Miesiąc                                                                                          | Sty  | Lut  | Mar  | Kwi  | Maj  | Cze  | Lip  | Sie  | Wrz  | Paź  | Lis  | Gru  | Roczna |
| ------------------------------------------------------------------------------------------------ | ---- | ---- | ---- | ---- | ---- | ---- | ---- | ---- | ---- | ---- | ---- | ---- | ------ |
| Średnie temperatury w dzień [°C]                                                                 | 7.1  | 8.3  | 12.1 | 14.9 | 18.9 | 23.0 | 25.7 | 25.8 | 21.3 | 16.6 | 10.9 | 8.0  | 16,1   |
| Średnie dobowe temperatury [°C]                                                                  | 3.4  | 3.9  | 7.1  | 9.7  | 13.4 | 17.2 | 19.5 | 19.6 | 15.6 | 12.1 | 7.1  | 4.3  | 11,1   |
| Średnie temperatury w nocy [°C]                                                                  | -0.2 | -0.5 | 2.1  | 4.5  | 8.0  | 11.4 | 13.4 | 13.4 | 9.9  | 7.5  | 3.2  | 0.5  | 6,1    |
| Opady [mm]                                                                                       | 74.9 | 54.1 | 62.6 | 84.3 | 96.9 | 64.2 | 55.6 | 59.9 | 77.5 | 75.8 | 85.3 | 78.0 | 869    |
| Średnia liczba dni z opadami                                                                     | 5.4  | 4.7  | 5.5  | 7.6  | 8.6  | 7.4  | 7.2  | 8.1  | 9.2  | 8.2  | 6.4  | 5.8  | 84     |
| Średnie usłonecznienie [h]                                                                       | 85   | 125  | 172  | 193  | 219  | 256  | 282  | 274  | 218  | 165  | 104  | 102  | 2193   |
| Źródło: infoclimat.fr (liczba dni z opadami dla wartości 1 mm, 1991–2020, wysokość 598 m n.p.m.) |      |      |      |      |      |      |      |      |      |      |      |      |        |

## Demografia
W 2013 roku populacja ówczesnej gminy Rodez liczyła 25 690 mieszkańców.
|  |

Źródła:
cassini/EHESS (dla danych z lat 1793-2006)
INSEE (dla danych z 2008 i 2013 roku)